# Meiophisis likkaldin
Meiophisis likkaldin is een rechtvleugelig insect uit de familie sabelsprinkhanen (Tettigoniidae). De wetenschappelijke naam van deze soort is voor het eerst geldig gepubliceerd in 2001 door Rentz.